# Stenocarpidiopsis salicicola
Stenocarpidiopsis salicicola är en bladmossart som beskrevs av Fleischer in Brotherus 1925. Stenocarpidiopsis salicicola ingår i släktet Stenocarpidiopsis och familjen Brachytheciaceae. Inga underarter finns listade i Catalogue of Life.